# Schröckingerita
La schröckingerita es un mineral de la clase de los minerales carbonatos y nitratos. Fue descubierta en 1873 en una mina de Jáchymov, en la región de Bohemia (República Checa), siendo nombrada así en honor de Baron J. von Schröckinger, que la describió. Sinónimos poco usados son: dakeíta, neogastunita, schröckeringita, schröckinergita o schroeckingerita.

## Características químicas
Es un complejo de carbonato de uranilo con aniones adicionales sulfato y fluoruro, hidratado y con cationes de sodio y calcio.

## Formación y yacimientos
Aparece como producto inusual de la alteración del mineral de uraninita, en la zona de oxidación de los yacimientos de uranio; también puede aparecer como producto post-mina.
Suele encontrarse asociado a otros minerales como: yeso, andersonita, bayleyita, swartzita, albrechtschraufita, liebigita, uraninita o dolomita.

## Usos
Por su contenido en el estratégico uranio es extraído en las minas como mena de este estratégico elemento. Por su alta radiactividad, debe ser manipulado y almacenado con los adecuados protocolos de seguridad.